# 阿卜杜勒拉·马尔基
阿卜杜勒拉·马尔基（阿拉伯语：عبد الإله المالكي，1994年10月11日—）是沙特阿拉伯的职业足球运动员，司职中场。现效力于沙特阿拉伯职业足球联赛的伊蒂法克（希拉尔外借），他也代表沙特阿拉伯国家足球队。

## 荣誉

### 俱乐部生涯
麦加瓦赫达
- 沙特阿拉伯足球甲级联赛：2017–18

希拉尔
- 沙特阿拉伯职业足球联赛：2021-2022